# Sir Hercules
Sir Hercules (1826-1855) est un cheval Pur-sang de course irlandais, devenu un important reproducteur.

## Description
Noir avec des marques blanches, Sir Hercules mesure 15 mains et 2 pouces de haut, et a une carrure compacte, avec une longueur identique ". . . Du centre de la poitrine à la partie postérieure de l'épaule, de la partie postérieure de l'épaule à la hanche, et de la hanche à l'os du tourbillon", avec "pas plus de place que pour une selle sur le dos".

## Carrière de course

### A deux ans: 1828
- Invaincu en Irlande où il a remporté une course et un match.

### A trois ans: 1829
Sir Hercules a été emmené en Angleterre où il a remporté un concours à York le 7 mai. En septembre à Doncaster, il a terminé troisième derrière Rowton et Voltaire dans le St Leger et a remporté une course sur un mile trois jours plus tard.

### A quatre ans: 1830
- a remporté les Claret Stakes, ce qui semble avoir été son seul départ cette saison.

### A cinq ans: 1831
Il n'a pas été placé dans la Stand Cup de Liverpool, qui était son dernier départ.

## Origines
Sir Hercules est un fils de Whalebone, vainqueur du Derby, et de la jument Peri (1822) par Wanderer. Peri a été accouplée à Whalebone à l'âge de trois ans et Sir Hercules, son premier poulain, est né en 1826 à Petworth Stud. Sir Hercules est un demi-frère de Langford (par Starch) qui a été exporté comme étalon en Amérique.

## Descendance
Sir Hercules a été acheté par Hercules Landford Rowley, le deuxième baron Langford de Summerhill en 1831, et a été retiré au haras de Langford à Summer Hill dans le comté de Meath, en Irlande. Initialement, sa saillie est proposée pour un montant de 10 £ ( 
910 ). Cependant, peu d'Anglais souhaitaient lui confier leurs juments, le jeune étalon a été transféré en 1832 à Rossmore Lodge au Curragh. Sir Hercules a ensuite été envoyé en Angleterre en 1833 avec le reste du haras de course de Rowley pour être vendu aux enchères à Tattersalls. Il a été vendu en Amérique pour 750 guinées, mais il a été décidé qu'il était trop tard dans la saison pour l'expédier outre-mer, et l'étalon a été revendu à HO Weatherby.
Weatherby l'envoya au haras de George Tattersall, Dawley Wall Farm. En 1838, il a été envoyé à East Acton, où il s'est reproduit pour un montant de 30 £ ( 
2720 ). Cependant, Weatherby mourut et Sir Hercules fut vendu à Sydney Herbert (plus tard Lord Lea). En 1844, Herbert envoya l'étalon au Tattersall's Willesden Paddocks, où il était disponible pour les juments publiques. Bientôt, cependant, Herbert a rompu son haras et a vendu Sir Hercules à M. Phillips de Bushbury Stud, où l'étalon est finalement décédé à l'âge de trente ans.
Sir Hercules a joué un rôle important dans la génération de chevaux de course de plat et de steeple, dont un vainqueur du Grand National. Ses fils et ses filles ont eu un impact profond sur les lignées de chevaux en Australie, en Angleterre, en Irlande, aux États-Unis et en France.
La descendance notable comprend :
- Birdcatcher, son fils le plus célèbre
- Coronation, qui a remporté le Derby et l'Ascot Derby
- Faugh-a-Ballagh, a remporté le St. Leger, les Grand Duke Michael Stakes et les Cesarewitch Stakes
- Gaslight (1850), exporté vers l'Australie
- Gemma di Vergy (1854) qui remporta les Fernhill Stakes, les Reading Stakes, les Avon Stakes, le Nursery Handicap, les Whittlebury Stakes et les Racing Stakes, père de Gemma-di-Vergy (1863) qui fut exporté in utero en Australie où il est devenu étalon[2]
- Hyllus, qui a remporté la Goodwood Cup
- Paraguay, exportée en Australie, mère de Sir Hercules (1843 par Cap-a-Pie, un bon père) et Whalebone (1844, un autre bon père)
- Lady Lift (1844), mère de Consul (vainqueur de la Poule d'Essai des Poulains et du Prix du Jockey Club) et Le Marechal (vainqueur des Gimcrack Stakes)
- Le Corsair, qui a remporté 2000 Guinées [3]
- Venus (1840), mère d'Aphrodite (lauréate des 1000 Guinées)
- Arkle (1957), triple vainqueur de la Cheltenham Gold Cup .